# Biatora alaskana
Biatora alaskana Printzen y Tønsberg  es una especie de liquen crustáceo que vive principalmente en la corteza de los árboles (corticícola) o sobre briófitos (briofítico). Esta especie presenta un color grisáceo, blanco verde claro en su superficie, blanquecino a hialino en el epitecio y pardo a rosado en el hipotecio. Por lo general Biatora alaskana no presenta soredios en su superficie; la reproducción tiene lugar solo por parte del micobionte mediante ascosporas no septadas elípticas de entre 16 y 29 micras de diámetro. 